# 1895 год в истории железнодорожного транспорта
1895 год в истории железнодорожного транспорта

## События
- Февраль — открыты участки Ораны — Потаранцы (35 вёрст) Петербурго-Варшавской железной дороги и узкоколейная линия Шаропань — Чиатура (37 вёрст) в Грузии.
- Июнь — открыта линия Бельск — Гайновка (24 версты).
- Август — открыты линии Богоявленск — Бенкендорф Сосновка (78 вёрст), Ершов — Николаевск (88 вёрст).[1]
- Сентябрь — открыты линии Аткарск — Баланда (30 вёрст), Петровск — Привольская (165 вёрст).[1]
- 22 октября — на вокзале Монпарнас произошла авария. Поезд из-за неисправности тормозов не смог остановиться и на скорости 40 км/ч столкнулся с упорным брусом, пробил стену вокзала, и паровоз через пролом выпал на улицу.
- Октябрь — открыты линии Урбах — Красный Кут (30 вёрст), Красный Кут — Александров Гай (142 версты).[1]
- 15 ноября — открыто движение по железной дороге «Екатеринбург — Челябинск».
- Ноябрь — открыта линия Новосвенцяны—Постава (65 вёрст).
- Декабрь — Ворожба — Хутор-Михайловский (125 вёрст), Рузаевка — Пенза (131 верста), Лисичанск — Купянск (115 вёрст).
- Декабрь — открыта Харьково-Балашовская железная дорога линии Харьков — Балашов (633 версты).
- В США впервые в мире на железнодорожном подвижном составе на линии Балтимор — Огайо применена электрическая тяга.[2]
- В России открыта Висимо-Уткинская узкоколейная железная дорога.
- На территории Ливана проложена первая железнодорожная линия, являющаяся частью железной дороги Дамаск — Бейрут.[3]
- На территории Уганды началось железнодорожное строительство.[3]
- Основан Уссурийский локомотиворемонтный завод, как Главные железнодорожные мастерские Уссурийской железной дороги.
- В 1895 году в Лондоне (Великобритания) состоялся V Международный железнодорожный конгресс.

## Новый подвижной состав
- В США на заводах компании Baldwin Locomotive Works освоен выпуск парозов серий В и Х.
- В России началось строительство паровозов серии П.

## Персоны

### Скончались
- 6 апреля Вышнеградский, Иван Алексеевич — русский учёный (специалист в области механики) и государственный деятель.